# Ephesia benacensis
Ephesia benacensis là một loài bướm đêm trong họ Noctuidae.